# Commonwealth Games 1982
Die 12. Commonwealth Games fanden vom 30. September bis 9. Oktober 1982 in der australischen Stadt Brisbane statt.
Ausgetragen wurden 142 Wettbewerbe in den Sportarten Badminton, Bogenschießen, Bowls, Boxen, Gewichtheben, Leichtathletik, Radfahren, Ringen, Schießen und Schwimmen (inklusive Wasserspringen). Es nahmen 1583 Sportler aus 45 Ländern teil. Hauptwettkampfort war das Queensland Sport and Athletics Centre.

## Teilnehmende Länder

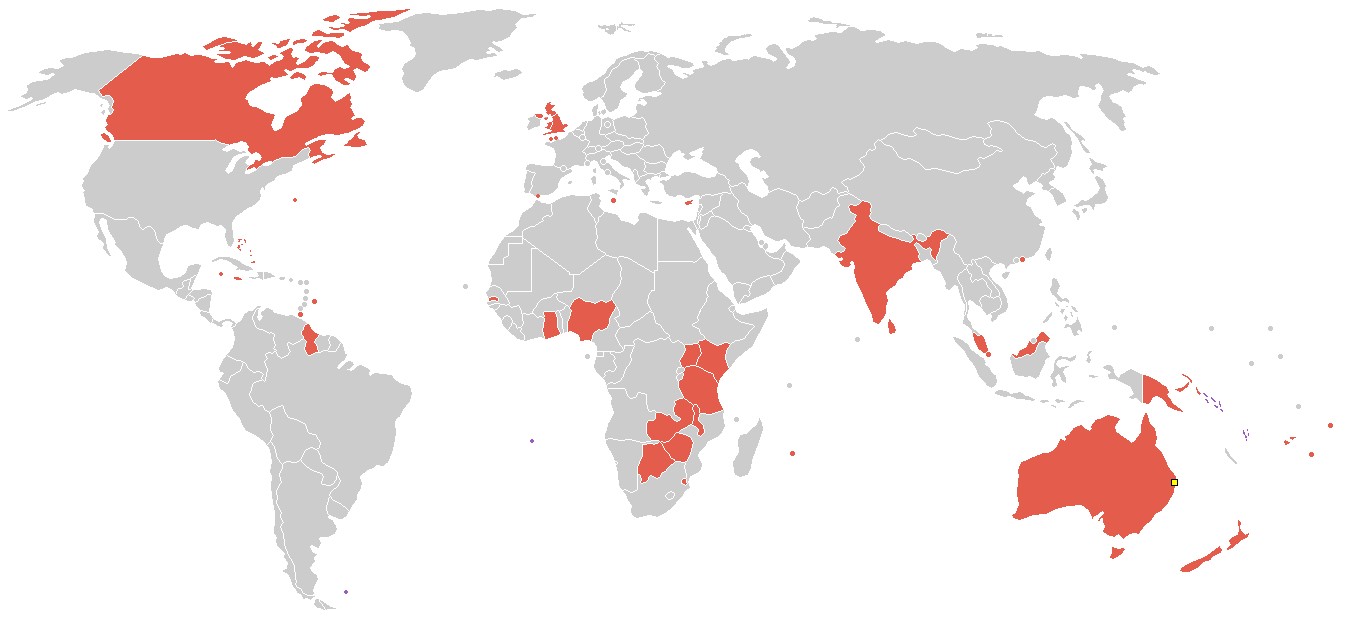
Teilnehmende Länder (violett: erstmalige Teilnahme)

- Australien
- Bahamas
- Barbados
- Bermuda
- Botswana
- England
- Falklandinseln
- Fidschi
- Gambia
- Ghana
- Gibraltar
- Guernsey
- Guyana
- Hongkong
- Indien
- Isle of Man
- Jamaika
- Jersey
- Cayman Islands
- Kanada
- Kenia
- Malawi
- Malaysia
- Malta
- Mauritius
- Neuseeland
- Nigeria
- Nordirland
- Papua-Neuguinea
- St. Helena und Nebengebiete
- Salomonen
- Sambia
- Westsamoa
- Schottland
- Simbabwe
- Singapur
- Sri Lanka
- Swasiland
- Tansania
- Tonga
- Trinidad und Tobago
- Uganda
- Vanuatu
- Wales
- Zypern

## Ergebnisse
- Badminton
- Bogenschießen
- Bowls
- Boxen
- Gewichtheben
- Leichtathletik
- Radsport
- Ringen
- Schießen
- Schwimmen
- Wasserspringen

## Medaillenspiegel
| Platz | Land       | Gold | Silber | Bronze | Gesamt |
| ----- | ---------- | ---- | ------ | ------ | ------ |
| 1     | Australien | 39   | 39     | 29     | 107    |
| 2     | England    | 38   | 38     | 32     | 108    |
| 3     | Kanada     | 26   | 23     | 33     | 82     |
| 4     | Schottland | 8    | 6      | 12     | 26     |
| 5     | Neuseeland | 5    | 8      | 13     | 26     |
| 6     | Indien     | 5    | 8      | 3      | 16     |
| 7     | Nigeria    | 5    | -      | 8      | 13     |
| 8     | Wales      | 4    | 4      | 1      | 9      |
| 9     | Kenia      | 4    | 2      | 4      | 10     |
| 10    | Bahamas    | 2    | 2      | 2      | 6      |
| 11    | Jamaika    | 2    | 1      | 1      | 4      |
| 12    | Tansania   | 1    | 2      | 2      | 5      |
| 13    | Malaysia   | 1    | -      | 1      | 2      |
| 14    | Fidschi    | 1    | -      | -      | 1      |
| 14    | Hongkong   | 1    | -      | -      | 1      |
| 14    | Simbabwe   | 1    | -      | -      | 1      |
| 17    | Nordirland | -    | 3      | 3      | 6      |
| 18    | Uganda     | -    | 3      | -      | 3      |
| 19    | Sambia     | -    | 1      | 5      | 6      |
| 19    | Guernsey   | -    | 1      | 1      | 2      |
| 21    | Bermuda    | -    | -      | 1      | 1      |
| 21    | Singapur   | -    | -      | 1      | 1      |
| 21    | Swasiland  | -    | -      | 1      | 1      |